# José Moreno Carbonero

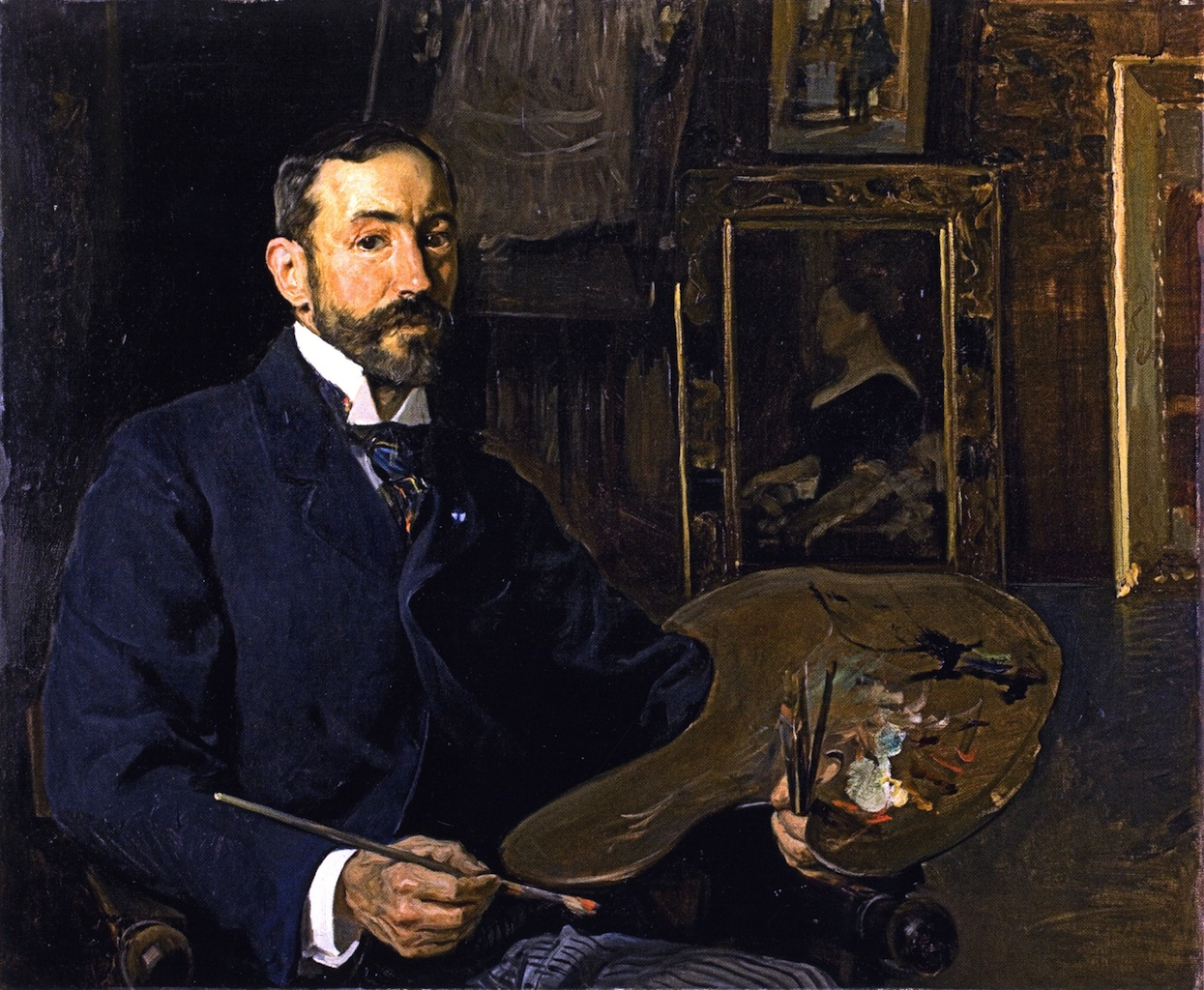

José Moreno Carbonero (* 28. März 1860 in Málaga; † 15. April 1942 in Madrid) war ein spanischer Historienmaler.

## Leben
Moreno Carbonero wurde im Stadtteil Perchel von Málaga geboren. Ab 1868 studierte er an der Kunstschule Escuela de Bellas Artes de Málaga in seiner Heimatstadt unter José Denis Belgrano und Bernardo Ferrándiz. Mit zwölf Jahren verkaufte er eines seiner Gemälde („La Posada de la Corona“) für 1.000 Pesetas und mit 16 Jahren gewann er bei einem Kunstwettbewerb in seiner Heimatstadt. 1874 gewann er bei einer nationalen Ausstellung die Silbermedaille und 1876 die Bronzemedaille. 1876 erhielt er durch Marià Fortuny ein Stipendium für ein Studium in Rom. Nach seiner Rückkehr gewann er 1881 mit „El Príncipe de Viana“ und 1887 mit „La Conversión del Duque de Gandía“ bei der nationalen Kunstausstellung.
1888 entstand mit Entrada de Roger de Flor en Constantinopla (Ankunft Roger de Flors in Konstantinopel) ein weiteres seiner bekannten Bilder. Ab 1892 lehrte er an der Real Academia de Bellas Artes de San Fernando und auch als Professor für Naturalistisches Zeichnen an der Escuela Superior de Pintura, Escultura y Grabado in Madrid. 1924 wurde er von der andalusischen Regierung zum „Hijo Predilecto de Andalucía“ ernannt (deutsch: Ehrenbürger).
Als Student der Akademie in Madrid schulte sich der junge Salvador Dalí intensiv an der akademischen Malweise Moreno Carboneros. Bereits in Málaga wurde der junge Pablo Picasso von der „Schule der Malerei von Málaga“ beeinflusst, die sich um die neu gegründete  Escuela de Arte de San Telmo de Málaga gebildet hatte und zu der auch Moreno Carbonero gehörte. In Madrid wurde Picasso sein Schüler, auch Juan Gris besuchte seine Malklasse.
Nach seinem Tode wurde sein Leichnam in seine Heimatstadt überführt und dort auf dem Friedhof „Cementerio San Miguel“ beigesetzt. Seit 1958 erinnert in der Parkanlage Instituto de Educación Secundaria Jardines de Puerta Oscura ein von Mariano Benlliure gefertigtes Denkmal an ihn, zudem trägt im Zentrum von Málaga eine Straße (Calle Moreno Carbonero) seinen Namen.
Eines seiner berühmtesten Werke ist das Ölgemälde „Segunda fundación de Buenos Aires“, 1910 (Die zweite Gründung von Buenos Aires), Öl auf Leinwand, 4 × 2,40 m, das im Museo Nacional de Bellas Artes in Buenos Aires ausgestellt wird.

## Werke
- La marquesa del Pazo de la Merced, 1906 (Museo de Salamanca)
- Desembarco de Alhucemas, 1929 (Alto Estado Mayor de Madrid)
- Doña Blanca de Navarra, (Universidad de Santiago de Compostela)
- El vaso de agua, (Spanisches Konsulat in París)
- La meta sudante, 1882 (Museo Provincial de Bellas Artes de Málaga)
- La conversión del duque de Gandía, 1884
- Montero con perros
- El príncipe don Carlos de Viana, 1881
- Encuentro de Sancho Panza con el Rucio, 1876–1878 (Museo de Bellas Artes de Sevilla)
- Don Quijote y los molinos de viento, (Museo de Jaén)
- Don Álvaro Brake y Travesedo de la Cerda y Fernández Casariego, marqués de Villablanca, de cazador, 1929 (Museo de Jaén)